# Teo Quintero
Teo Quintero León (Barcelona, España; 2 de marzo de 1999), deportivamente conocido como Teo Quintero, es un futbolista hispano venezolano que juega como defensa en el Sparta Rotterdam de la Eredivisie

## Trayectoria
Es un central zurdo formado en las categorías inferiores del Girona FC y en la temporada 2018-19 jugó cedido en el CF Peralada de la Segunda División B de España con el que disputó 21 encuentros. 
En la temporada 2019-20, firma por el Hércules CF de la Segunda División B de España por dos temporadas. En el conjunto alicantino disputó un total de 20 partidos en la división de bronce y un partido de Copa del Rey.
El 29 de junio de 2021, firma por el CE Sabadell de la Primera División RFEF.
El 5 de julio de 2022, firma por el KMSK Deinze de la Segunda División de Bélgica.

## Clubes
| Club               | País         | Años              |
| ------------------ | ------------ | ----------------- |
| CF Peralada        | España       | 2018 - 2019       |
| Hércules CF        | España       | 2019 - 2021       |
| CE Sabadell        | España       | 2021 - 2022       |
| KMSK Deinze        | Bélgica      | 2022 - 2024       |
| Sparta de Róterdam | Países Bajos | 2024 - Actualidad |